# طاعون عمواس
طاعون عَمْواس هو طاعون وقع في ولاية بلاد الشام الإسلامية التابعة للخلافة الراشدة في أيام خلافة عمر بن الخطاب سنة 18 هـ/639م بعد فتح بيت المقدس، وسُميت هذه السنة بعام الرمادة لما حدث بها من المجاعة في المدينة المنورة أيضًا. ويُعتبر هذا الطاعون أحد امتدادات طاعون جستنيان. وهو أول وباء يظهر في أراضي الدولة الإسلامية.
بدأ الطاعون في عمواس، وهي قرية قرب بيت المقدس، فسُمي «طاعون عمواس»، ثم انتشر في بلاد الشام. وكان عمر بن الخطاب يهم بدخول الشام وقتها، فنصحه عبد الرحمن بن عوف بالحديث النبوي: «إذا سمعتم بهذا الوباء ببلد، فلا تقدموا عليه، وإذا وقع وأنتم فيه فلا تخرجوا فرارًا منه»، فعاد عمر وصحبه إلى المدينة المنورة. حاول عمر بن الخطاب إخراج أبي عبيدة بن الجراح من الشام حتى لا يُصاب بالطاعون فطلبه إليه، لكن أبا عُبيدة أدرك مراده واعتذر عن الحضور حتى يبقى مع جنده، فبكى عمر. ويبدو أن الطاعون انتشر بصورة مريعة، عقب المعارك التي حدثت في بلاد الشام، فرغم أن المسلمين كانوا يدفنون قتلاهم، فإن عشرات آلاف القتلى من البيزنطيين بقيت جثثهم في ميادين القتال من غير أن تُدفن، حيث لم تجد جيوشهم المنهزمة دائمًا الوقت الكافي لدفن القتلى. واستمر هذا الطاعون شهرًا، مما أدى إلى وفاة خمسة وعشرين ألفًا من المسلمين وقيل ثلاثين ألفًا، بينهم جماعة من كبار الصحابة أبرزهم: أبو عبيدة بن الجراح وقد دُفن في «عمتا» وهي قرية بغور بيسان، ومعاذ بن جبل ومعه ابنه عبد الرحمن، ويزيد بن أبي سفيان، وشرحبيل بن حسنة، والفضل بن العباس بن عبد المطلب، وأبو جندل بن سهيل.:560 وقيل أن الطاعون أصاب البصرة أيضًا فمات به بشر كثير.
وبعد انحسار طاعون عمواس، خرج عمر بن الخطاب من المدينة المنورة متجهًا نحو بلاد الشام عن طريق أيلة. فلمّا وصلها قسّم الأرزاق وسمّى الشواتي والصوائف وسدّ فروج الشام وثغورها، واستعمل عبد الله بن قيس الحارثي على السواحل ومعاوية بن أبي سفيان على جند دمشق وخراجها. ثم قسم مواريث الذين ماتوا، بعد أن حار أمراء الجند فيما لديهم من المواريث بسبب كثرة الموتى. وطابت قلوب المسلمين بقدومه بعد أن كان العدو قد طمع فيهم أثناء الطاعون.
يرتبط طاعون عمواس في كتب التراث الإسلامي مع الحديث النبوي التي يذكر فيه النبي محمد ست علامات من علامات الساعة الصغرى، أولها موت النبي محمد ثم فتح بيت المقدس ثم «مُوتَانٌ يَأْخُذُ فِيكُمْ كَقُعَاصِ الْغَنَمِ»، وهو ما فُسِّر بطاعون عمواس.

## سبب التسمية

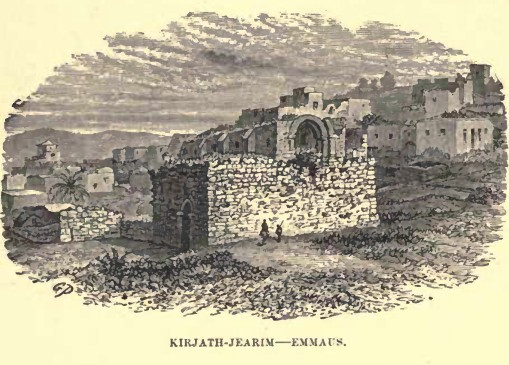
رسم لعمواس يعود لسنة 1886.

سُمَّي طاعون عمواس بهذا الاسم نسبةً إلى بلدة عَمْواس في جند فلسطين بين الرملة وبيت المقدس، قال الزمخشري: «هي كورة من فلسطين بالقرب من بيت المقدس»، وقال المهلبي: «كورة عمواس هي ضيعة جليلة على ستة أميال من الرملة على طريق بيت المقدس، ومنها كان ابتداء الطاعون في أيام عمر بن الخطاب ، ثم فشا في أرض الشام؛ فمات فيه خلق كثير لا يحصى من الصحابة ، ومن غيرهم.». وقال أبو العباس الفيومي: «عَمَوَاسُ بِالْفَتْحِ بَلْدَةٌ بِالشَّأْمِ بِقُرْبِ الْقُدْسِ وَكَانَتْ قَدِيمًا مَدِينَةً عَظِيمَةً». فأغلب العلماء والمؤرخين ينسبون الطاعون إلى اسم بلدة عمواس، بينما ذكر أبو عبيد الله البكري في كتابه معجم ما استعجم قولًا آخر فقال: «وقيل: إِنّمَا سُمِّيَ طاعُونَ عَمَواس لأَنّه عَمَّ وآسَى: أَي جَعَلَ بعضَ الناسِ أُسْوَةَ بعضٍ».
فُتحت بلدة عمواس في خلافة أبي بكر الصديق، على يد عمرو بن العاص سنة 13 هـ تقريبًا. ويُذكر أن المسلمين اتخذوا قرية عمواس كمقدمة للجيوش التي حاصرت بيت المقدس، وظلّت موضعًا للمسلمين حتى بناء عبد الملك بن مروان لمدينة الرملة.

## خلفيَّة

### الطاعون طبيًّا
الطاعون هو مرضٌ معدٍ تسببه أمعائيات يرسينيا طاعونية (الاسم العلمي: Yersinia pestis)، وهي بكتيريا عصوية-الشكل سلبية الغرام غيرُ متحركةٍ [الإنجليزية] عصورةٌ [الإنجليزية] غير بُوغيةٍ، وهي لاهوائيةٌ اختيارية. تحدث أعراضٌ متنوعةٌ للطاعون، وتتضمن حمى وصداع وضعف عام، وعادةً ما يبدأ ظهور الأعراض بعد يوم إلى سبعة أيام من التعرض لمسبب المرض. يُحتمل أنَّ طاعون عمواس كان طاعونًا دمليًا، وذلك على الرغم من أنَّ المصادر لم تذكر أي أعراضٍ محددةٍ للمرض. ولكنَّ الطاعون الدملي يؤدي عمومًا إلى توّرمٍ في العقد الليمفاوية. ينتشر الطاعون الدملي عمومًا عبر لدغات البراغيث أو التعامل مع حيوان مصاب، ويكون التشخيص عادةً عن طريق العثور على البكتيريا في السوائل من العقدة الليمفاوية أو الدم أو البلغم.

### نبوءته في الحديث النبوي

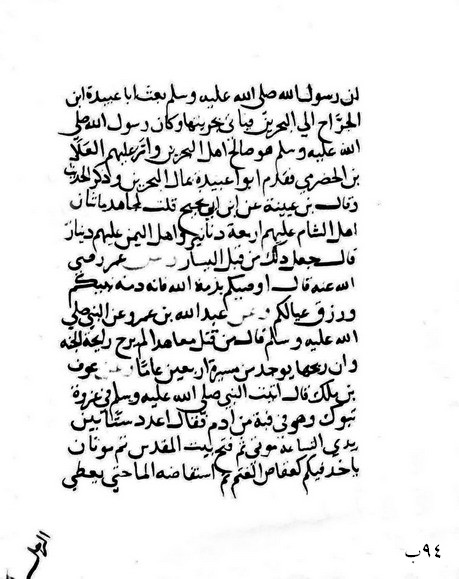
مخطوط يحتوي على مقطع من الحديث النبوي، يعود لعام 858 هـ للصفحة 94 من كتاب جامع أحكام البخاري لبدر الدين بن جماعة، محفوظ في مكتبة تشستر بيتي بإيرلندا.

عند الحديث عن طاعون عمواس في كتب التراث الإسلامي يُربط دائمًا بينه وبين الحديث النبوي الذي جاء في العديد من كتب الحديث ورواه البخاري في صحيحه من حديث الصحابي عوف بن مالك أن النبي محمداً ذكر ست علامات من علامات الساعة الصغرى بترتيب زمني تحدث بين عصر النبي وبين قيام الساعة، فيقول عوف بن مالك: «أَتَيْتُ النَّبِيَّ ﷺ فِي غَزْوَةِ تَبُوكَ وَهُوَ فِي قُبَّةٍ مِنْ أَدَمٍ، فَقَالَ: «اعْدُدْ سِتًّا بَيْنَ يَدَيِ السَّاعَةِ: مَوْتِي، ثُمَّ فَتْحُ بَيْتِ الْمَقْدِسِ، ثُمَّ مُوتَانٌ يَأْخُذُ فِيكُمْ كَقُعَاصِ الْغَنَمِ، ثُمَّ اسْتِفَاضَةُ الْمَالِ حَتَّى يُعْطَى الرَّجُلُ مِئَةَ دِينَارٍ فَيَظَلُّ سَاخِطًا، ثُمَّ فِتْنَةٌ لَا يَبْقَى بَيْتٌ مِنَ الْعَرَبِ إِلَّا دَخَلَتْهُ، ثُمَّ هُدْنَةٌ تَكُونُ بَيْنَكُمْ وَبَيْنَ بَنِي الْأَصْفَرِ فَيَغْدِرُونَ، فَيَأْتُونَكُمْ تَحْتَ ثَمَانِينَ غَايَةً، تَحْتَ كُلِّ غَايَةٍ اثْنَا عَشَرَ أَلْفًا».
فكان شرح الحديث عند علماء المسلمين أن العلامات الستة أولها موت النبي محمد، وهو ما حدث في 11 هـ، ثم فتح بيت المقدس، وهو ما حدث في 15 هـ، ثم تلاه موت ينتشر بين المسلمين كَقُعَاصِ الْغَنَمِ، وهو ما حدث في طاعون عمواس والمجاعة التي حدثت في عام الرمادة سنة 18 هـ، ثم استفاضة المال وهو ما حدث بعد اتساع رقعة الدولة الإسلامية، خاصةً استفاضة المال بين عوام الناس بسبب الإصلاحات في زمن عمر بن عبد العزيز، ثم فتنة لا يبقى بيت من العرب إلا دخلته، وهي ما يعتقد بعض الشُرَّاح أنها فتنة مقتل عثمان. قال ابن حجر: «وَيُقَالُ إِنَّ هَذِهِ الْآيَةَ ظَهَرَتْ فِي طَاعُونِ عَمَوَاسَ فِي خِلَافَةِ عُمَرَ وَكَانَ ذَلِكَ بَعْدَ فَتْحِ بَيْتِ الْمَقْدِسِ». وقال الزمخشري: «إنَّ هَذِه الآفَة ظَهرت فِي طَاعُون عمواس في خِلافة عُمر فَمَات مِنها سَبعون ألفًا في ثلاثة أيامٍ وَكَان ذَلك بَعد فَتْح بيتِ المَقْدِس».

### أصل الطاعون
يعتبر طاعون عمواس أحد امتدادات طاعون جستنيان الذي ظهر في 541-542م، وظل يتكرر عدة مرات في القرن السادس والسابع الميلادي حتى 750م. ظهر في البداية كوباء أصاب الإمبراطورية البيزنطية (الرومانية الشرقية) وخاصة عاصمتها القسطنطينية، وكذلك الإمبراطورية الساسانية والمدن الساحلية حول البحر الأبيض المتوسط بأكمله، حيث كانت السفن التجارية تؤوي الفئران التي تحمل البراغيث المصابة بالطاعون. يعتقد بعض المؤرخين أن طاعون جستنيان كان أحد أكثر الأوبئة فتكًا في التاريخ، وأنه أدى إلى وفاة ما يقدر بنحو 25-50 مليون شخص خلال قرنين، وهو ما يعادل 13-26% من سكان العالم في وقت تفشي المرض لأول مرة. قورن التأثير الاجتماعي والثقافي للطاعون بتأثير الموت الأسود الذي دمر أوراسيا في القرن الرابع عشر، ويُعتقد أن سببه هو اليرسينيا الطاعونية، وهي نفس البكتيريا المسؤولة عن الموت الأسود (1347-1351). كان الأخير أقصر بكثير، لكنه مع ذلك قتل ما يقدر بنحو ثلث إلى نصف الأوروبيين. عُثِر على سلالات يرسينيا طاعونية قديمة وحديثة مرتبطة ارتباطًا وثيقًا بسلف سلالة طاعون جستنيان في جبال تيان شان، وهي سلاسل جبلية على حدود قيرغيزستان وكازاخستان والصين، مما يشير إلى أن طاعون جستنيان قد نشأ في تلك المنطقة أو بالقرب منها. وتكرر ظهوره بشكل دوري حتى القرن الثامن الميلادي.

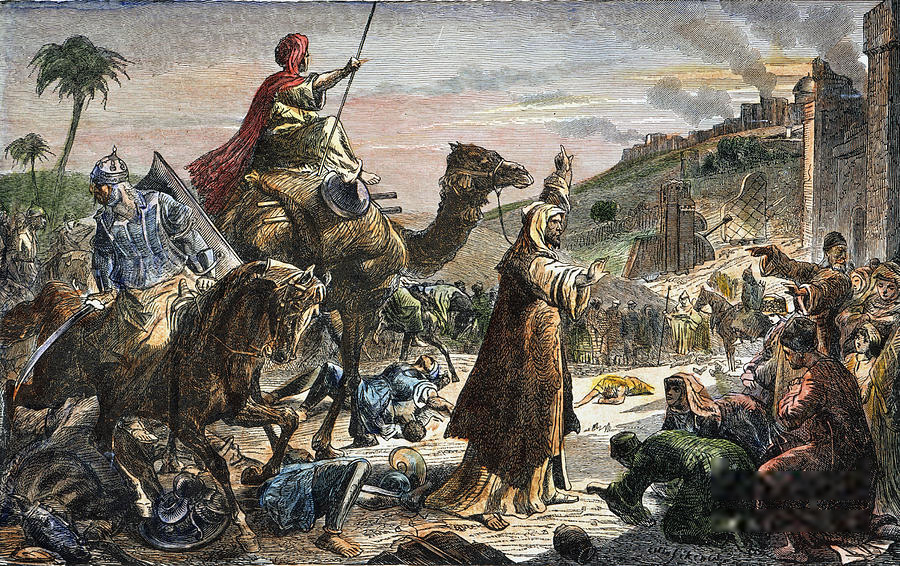
رسمٌ يُمثِّلُ دُخولَ المُسلمين إلى بيت المقدس سنة 16هـ.

### فتح عمواس وبيت المقدس
خلال الفتح الإسلامي للشام، توجَّه عمرو بن العاص في خلافة أبي بكر الصديق، وفتح العديد من البلدان في الشام منها بلدة عَمَوَاسُ، وبعد تولي عمر بن الخطاب الخلافة بعث أبا عبيدة بن الجراح لفتح بيت المقدس، وتسلَّم أبو عُبيدة فور وُصوله قيادة القُوَّات الإسلاميَّة، وارتفعت معنويَّات الجُند، وسقطت المُدن المُحيطة ببيت المقدس، وانسحب الأرطبون مُستخفيًا في قُوَّة من الجُند إلى مصر. وتسلَّم بطريرك المدينة العجوز صفرونيوس مقاليد الأُمور، فعرض عليه أبو عُبيدة الإسلام أو الجزية أو الحرب. فاختار البطريرك استسلام المدينة على أن يُسلِّمها لِعُمر شخصيًّا، وأتى عُمر إلى بيت المقدس وأعطى أهلها الأمان على أنفسهم وأموالهم وبيوتهم وكنائسهم وأديرتهم وجميع دور عبادتهم وهو ما يُعرف بالعهدة العمرية. سار يزيد بن أبي سفيان بصُحبة أخيه معاوية إلى قيسارية بناءً على أمر عُمر، فضربا الحصار عليها، وأثناء ذلك أُصيب يزيد بالطاعون، فاستخلف عليها مُعاوية وعاد هو إلى دمشق.

## الرواية التاريخية

### انتشار الطاعون في بلاد الشام

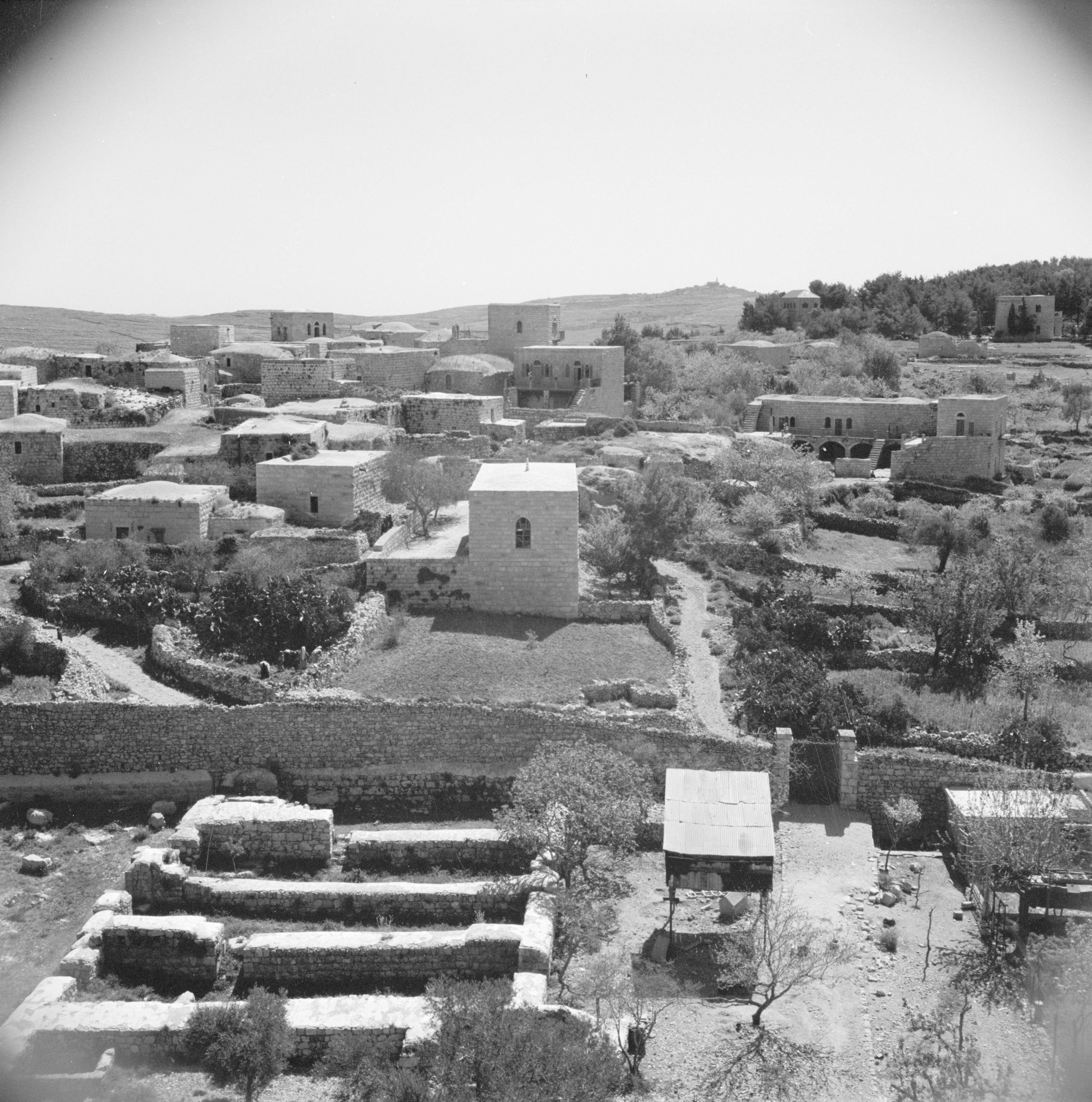
صورة لبلدة عمواس سنة 1950.

ذكر أغلب المؤرخين أن طاعون عمواس كان في سنة 18 هـ الموافق 639م، وقيل أنه كان سنة 17 هـ، وقيل بينهما، قال أحمد بن حنبل: «كان طاعون عمواس سنة ثمانية عشر»، وقال أبو زرعة الرازي:«كان طاعون عمواس سنة سبعة عشر أو ثمانية عشر، وفي سنة سبع عشر خرج عمر إلى سَرْغ». وذكر سيف بن عمر أن طاعون عمواس جاء مرتين، فقال:«لما كان طاعون عمواس وقع مرتين لم ير مثلهما، وطال مكثه، وفني خلق كثير من الناس، حتى طمع العدو، وتخوفت قلوب المسلمين لذلك». فذكروا أنَّه وقع في 17 هـ/638، ثم ارتفع عن الناس، ثم عاد أشد مما كان في 18 هـ/639، أي ضرب الشام دفعتين متتاليتين. وكان بدء الطاعون في بلدة عمواس، ثم انتشر في ولاية بلاد الشام الإسلامية التابعة للخلافة الراشدة، وكان أمير أجناد الشام أبا عبيدة بن الجراح.
كان عمر بن الخطاب حينئذٍ ببلدة تُسمى سَرْغ، وكان يهم بدخول الشام وقتها، فلقيه أمراءُ الأجناد؛ أبو عبيدة بن الجراح وأصحابه، فأخبروه أن الوباء قد وقع بأرض الشام، فقال عمر: «ادعُ لي المهاجرين الأوَّلين»، فدعاهم فاستشارهم، وأخبرهم أن الوباء قد وقع في الشام، فاختلفوا فقال بعضهم: «قد خرجتَ لأمر ولا نرجع أن ترجع عنه»، وقال بعضهم: «معك بقية الناس وأصحاب رسول الله ﷺ، ولا نرى أن تقدمهم على هذا الوباء»، فقال: «ارتفعوا عني»، ثم قال:«ادعوا لي الأنصار»، فدعوتهم فاستشارهم فسلكوا سبيل المهاجرين واختلفوا كاختلافهم، فقال: «ارتفعوا عني»، ثم قال:«ادعُ لي من كان ها هنا من مشيخة قريش من مهاجرة الفتح»، فدعوتهم فلم يختلف منهم عليه رجلان، فقالوا:«نرى أن ترجع بالناس ولا تقدمهم على هذا الوباء»، فنادى عمر في الناس: «إني مُصبّح على ظهْر فأصبحوا عليه»، قال أبو عبيدة بن الجراح: «أفراراً من قدرِ الله؟»، فقال عمر: «لو غيرُكَ قالها يا أبا عبيدة، نعم، نفرُّ من قدر الله إلى قدر الله، أرأيتَ لو كان لك إبل هبطت وادياً له عدوتان: إحداهما خصبة والأخرى جدبة، أليس إن رعيت الخصبة رعيتها بقدر الله، وإن رعيت الجدبة رعيتها بقدر الله؟»، قال: فجاء عبد الرحمن بن عوف، وكان متغيِّباً في بعض حاجته، فقال: إن عندي في هذا علماً، سمعتُ رسول الله ﷺ يقول:«إذا سمعتم به بأرض فلا تقدموا عليه، وإذا وقع بأرض وأنتم بها فلا تخرجوا فِراراً منه»، فحمد عمرُ اللهَ، ثم انصرف.

وقد حاول عمر بعدها أن يُخرج أبا عبيدة من الشام، فكتب إلى أبي عبيدة كتابًا يطلب منه أن يأتي إليه في المدينة، قال فيه: «أن سلامٌ عليك، أما بعد: فإنه قد عُرِضَتْ لي حاجةٌ أريد أن أُشافِهَك فيها، فعزمتُ عليك إذا نظرت في كتابي ألا تضعه من يدك حتى تُقبِل إليَّ»، فعَرف أبو عبيدة إنما أراد أن يستخرجه من الوباء، فقال: «يغفرُ الله لأمير المؤمنين»، ثم كتب إليه: «يا أمير المؤمنين، إني قد عرفتُ حاجتك إليَّ، وإني في جُند من المسلمين، لا أجدُ بنفسي رغبةً عنهم، فلستُ أريد فراقَهم حتى يقضيَ الله فيَّ وفيهم أمرَه وقضاءه، فحلّلني من عزمتك يا أمير المؤمنين ودعني في جندي»، فلما قرأ عمرُ الكتاب بكى. فقال الناس: «يا أمير المؤمنين! أمات أبو عبيدة؟» قال: «لا، وكأن قد».
وروى الطبري أنه لمَّا اشتد الطاعون قام أبو عبيدة في الناس خطيباً فقال: «أيها الناس، إن هذا الوجع رحمة بكم، ودعوة نبيّكم، وموت الصالحين قبلكم، وإن أبا عبيدة يسأل الله أن يَقسم له منه حظَّه»، ثم كتب عمر بن الخطاب إلى أبي عبيدة فيما بعد أن يرتحل بالمسلمين من الأرض الغَمِقَة التي تكثر فيها المياه والمستنقعات إلى أرض نَزِهَةٍ عالية، قال عمر: «أما بعد، فإنك قد أنزلت الناسَ أرضاً غمقة فارفعهم إلى أرضٍ مرتفعة نزهة»، فلما أتاه كتابه دعا أبا موسى الأشعري فقال: «يا أبا موسى، إن كتاب أمير المؤمنين قد جاء بما ترى، فاخرج فارتَدْ للناس منزلاً حتى أَتْبَعَك بهم»، فرجع أبو موسى إلى منزله فوجد زوجته قد أُصيبت بالوباء، فرجع أبو موسى إلى أبي عبيدة وقال له: «والله لقد كان في أهلي حدثٌ»، فقال أبو عبيدة: «لعل صاحبتك أصيبت»، قال أبو موسى: «نعم»، فأمر أبو عبيدة ببعيره فرُحِلَ له، فلما وضع رجله في غرزه أُصيب أبو عبيدة بالطاعون، وقال: «والله لقد أُصبتُ»، ثم سار بالناس حتى نزل الجابية. وعن سعيد المقبري قال: لما أصيب أبو عبيدة قالوا لمعاذ بن جبل: «صلِّ بالناس»، فصلى معاذ بهم، ثم خطب فقال: «أيها الناس، إن هذا الوجع رحمة بكم، ودعوة نبيكم، وموت الصالحين قبلكم، وإن معاذ يسأل الله تعالى أن يقسم لآل معاذ منه حظهم». ثم أُصيب عبد الرحمن بن معاذ بن جبل بالطاعون، وبعده أُصيب معاذ بن جبل.
وروى ابن المبارك عن الحارث بن عميرة أنه قَالَ: أخذ بيدي معاذ بن جبل، فأرسله إِلَى أبي عبيدة، فسأله كيف هو؟ وقد طُعِنَّا، فأراه أبو عبيدة طعنة خرجت في كَفِّه، فتكاثر شأنها في نفس الحارث، وفرق منها حين رآها، فأقسم أبو عبيدة بالله: مَا يحب أن لَهُ مكانها حمر النعم. وروى الذهبي: أنَّ وَجَعَ عمواس كان معافىً منه أبو عبيدة وأهله، فقال: «اللهم نصيبَك في آل أبي عبيدة»، فخرجتْ بأبي عبيدة في خنصره بثرة، فجعل ينظر إليها، فقيل له: «إنها ليست بشيء»، فقال: «أرجو أن يبارك الله فيها، فإنه إذا بارك في القليل كان كثيراً».
ولمّا مات معاذ بن جبل استخلف أبو عبيدة على الشام عمرو بن العاص، فقام عمرو في الناس خطيبا، فقال: «أيها الناس، هذا الطاعون رجس، فتفرَّقوا عنه في هذه الشعاب وفي هذه الأودية»، فقال شرحبيل بن حسنة: «صحبتُ رسول الله وعمروٌ أضلُّ من حمار أهْله، ولكنه رحمةُ ربكم ودعوة نبيكم ووفاة الصالحين قبلكم»، يشير شرحبيلُ إلى حديث نبويّ بمعنى ما قال. وفي تاريخ الطبري أن الذي رادَّ عَمْراً هو أبو وائلة الهذلي، وأن عَمْراً قال: «والله ما أردُّ عليك ما تقول، وايم الله لا نقيم عليه»، ثم خرج وخرج الناس فتفرقوا، ورُفع الطاعون عنهم، قال: فبلغ ذلك عمر بن الخطاب من رأي عمرو بن العاص، فاستحسنه. ونُقل عن أبي موسى أنه قال: «إن هذا الطاعون قد وقع، فمن أراد أن يتنزَّه عنه فليفعل».
ثم مات أبو عبيدة بن الجراح، وكذلك مات يزيد بن أبي سفيان الذي كان ذاهبًا مع أخيه معاوية إلى قيسارية لحصارها قبل انتشار الطاعون، وأثناء ذلك أُصيب يزيد بالطاعون، فاستخلف عليها مُعاوية وعاد هو إلى دمشق، فمات هناك. ووصل إلى عمر خبر وفاة أبي عبيدة ويزيد بن أبي سفيان، أمَّر معاوية بن أبي سفيان على جند دمشق وخراجها، وأمَّر شرحبيل بن حسنة على جند الأردن وخراجها.

### في البصرة
ذكر سيف بن عمر أن الطاعون ظهر في البصرة في ذات السنة، ومات به خلق كثير. وقال الطبري: «أصاب البصرة من ذلك موت ذريع»، وروى في ذلك قصة عن رجل من بني تميم، فقال: أمر رجل من بني تميم غلامًا له أعجميّا أن يحمل ابنًا له صغيرًا ليس له ولد غيره على حمار، ثم يسوق به إلى سفوان، حتى يلحقه. فخرج في آخر الليل ثم اتّبعه، وقد أشرف على سفوان، ودنا من ابنه وغلامه، فرفع الغلام عقيرته يقول:
فسكت حتى انتهى إليهم، فإذا هم هم، قال: ويحك، ما قلت! قال: ما أدري، قال: ارجع، فرجع بابنه، وعلم أنه قد أسمع آية وأريها.
قال: وعزم رجل على الخروج إلى أرض بها الطاعون فتردد بعد ما طعن، فإذا غلام له أعجمي يحدو به:

### انتهاء الطاعون ووصول عمر
بعد خطبة عمرو بن العاص وأبي موسى الأشعري ونصيحتهم الناس أن يتفرقوا إلى الشعاب والأودية؛ زال الطاعون. ولكن كانت حالة المسلمين وجيوشهم في وضع قلق، بسبب كثرة الوفيات بين المسلمين، حتى احتار الناس في المواريث من كثير الموتى، وكذلك طمع أعداء المسلمين في الكر عليهم، واستغلال انشغالهم بالوباء. لذلك قرر عمر أن يذهب إلى الشام بنفسه عن طريق أيلة بعد أن انقضى الطاعون. يقول ابن كثير الدمشقي عن قدوم عمر إلى الشام: «طابت قلوب الناس بقدومه، وانقمعت الأعداء من كل جانب لمجيئه إلى الشام ولله الحمد والمنة.». وكان أول ما فعل فور قدومه للشام أن قسَّم مواريث الذين ماتوا لما أشكل أمرها على الأمراء، كما إنه قسّم الأرزاق وسمّى الشواتي والصوائف وسدّ فروج الشام وثغورها، واستعمل عبد الله بن قيس الحارثي على السواحل، ومعاوية بن أبي سفيان على جند دمشق وخراجها، وشرحبيل بن حسنة على جند الأردن، وقيل أن شرحبيل توفى في الطاعون، وأن عمر عزله عن ولاية الأردن قبل وفاته، وولى مكانه معاوية الولاية العامة للشام؛ فقال له شرحبيل: «يا أمير المؤمنين، أعجزتُ أم خنتُ؟ قال: لم تعجزْ ولم تخن، قال: فلم عزلتني؟ قال: تحرجت أن أؤمرك وأنا أجد أكفأ منك. قال: فاعذرني يا أمير المؤمنين في الناس، قال: سأفعل، ولو علمت غير ذلك لم أفعل، فقام عمر فعذره».
ذكر سيف بن عمر أن قدوم عمر بن الخطاب كان في آخر سنة 17 هـ - وهو رأي من يقول بأن الطاعون كان سنة 17 هـ على خلاف المشهور -، وأنه لمَّا أراد القفول إلى المدينة في ذي الحجة منها، خطب في الناس، فحمد الله وأثنى عليه، ثم قال: «ألا إني قد وليت عليكم وقضيت الذي علي في الذي ولاني الله من أمركم إن شاء الله، فبسطنا بينكم فيأكم ومنازلكم ومغازيكم، وأبلغناكم ما لدينا، فجندنا لكم الجنود، وهيأنا لكم الفروج، وبوأنا لكم ووسعنا عليكم ما بلغ فيؤكم، وما قاتلتم عليه من شامكم، وسمينا لكم أطعماتكم، وأمرنا لكم بأعطياتكم وأرزاقكم ومغانمكم. فمن علم منكم شيئا ينبغي العمل به فليعلمنا نعمل به إن شاء الله، ولا قوة إلا بالله.». ولمًا جاء وقت الصلاة، قال الناس: لو أمرت بلالًا فأذن؟ فأمره فأذن، يقول سيف: «فلم يبق أحد كان أدرك رسول الله وبلال يؤذن إلا بكى حتى بل لحيته، وعمر أشدهم بكاء، وبكى من لم يدركه لبكائهم ولذكره.». وكانت هذه السنة هي آخر قدوم لعمر إلى الشام.

### عدد وفيات المسلمين
اختلف المؤرخون في أعداد الموتى في الطاعون ما بين خمسة وعشرين ألفًا إلى ثلاثين ألفًا. قال الواقدي: توفي في طاعون عمواس من المسلمين في الشام خمسة وعشرون ألفًا"، وقيل: "ثلاثون ألفًا"، بينما قال الزمخشري قولًا شاذًا لم يرد عند غيره فقال: "إن هذه الآفة ظهرت في طاعون عمواس في خلافة عمر فمات منها سبعون ألفا في ثلاثة أيام". وقد مات عدد كبير من الصحابة في هذا الطاعون أشهرهم أمير أجناد الشام أبو عبيدة بن الجراح، ومعاذ بن جبل وزوجتيه وابنه عبد الرحمن، ويزيد بن أبي سفيان، وسهيل بن عمرو، وعتبة بن سهيل، وضرار بن الأزور، وأبو جندل بن سهيل وأبو مالك الأشعري، وقيل الحارث بن هشام، وقيل شرحبيل بن حسنة أيضًا وغيرهم. وذُكِرَ أن الحارث بن هشام بن المغيرة خرج في سبعين من أهله إلى الشام، فلم يرجع منهم إلا أربعة، فقال المهاجر بن خالد في ذلك:

## ما تلاه من الطواعين
كان طاعون عمواس أول وباء يقع في أراضي الدولة الإسلامية، ويُوبأ به المُسلمون، واختلفوا في زمنه بالنسبة لطاعون شيرويه بن كسرى في العراق، فقيل أن بينهما مدة طويلة، وقيل أن طاعون شيرويه بن كسرى حدث في نفس زمن طاعون عمواس في خلافة عمر بن الخطاب، وقيل أنه حدث 5 هـ/626م في عهد النبي وقبل الفتح الإسلامي لهذه البلاد، وبعده طاعون عمواس سنة 18 هـ/639، فأحيانًا يُوصف طاعون شيرويه بن كسرى بأنه أول طاعون في الإسلام - أي أول طاعون بعد ظهور الإسلام - لكنه لم يُصب المسلمين بشكل مباشر حسب هذا القول.
تبع ذلك عدد من الطواعين في ظل الدولة الإسلامية، فظهر طاعون الجارف في زمن عبد الله بن الزبير سنة 69 هـ/688م في البصرة، ثم انتشر وباء في زمن الحجاج بن يوسف الثقفي وخلافة عبد الملك بن مروان؛ عُرف بطاعون الفتيات؛ لأنه بدأ بالعذارى والجواري بالبصرة ثم الكوفة وواسط سنة 87 هـ/705م، ثم طاعون عدي بن أرطأة سنة 100 هـ/718م، ثم طاعون غراب سنة 127 هـ في ولاية الوليد بن يزيد، ثم طاعون سلم بن قتيبة سنة 131 هـ/748م بالعراق، وقال أهل التاريخ: لم يقع في مكة والمدينة المنورة طاعون منهم قط. قال أبو الحسن المدائني: «الطواعين الكبرى في الإسلام بخمسة فحسب، هي: طاعون شيرويه، ثم طاعون عمواس، ثم طاعون ابن الزبير، ثم طاعون الفتيات، ثم طاعون مسلم بن قتيبة، الذي أطلق عليه "الطاعون العظيم"».

## الحادثة في الفقه الإسلامي

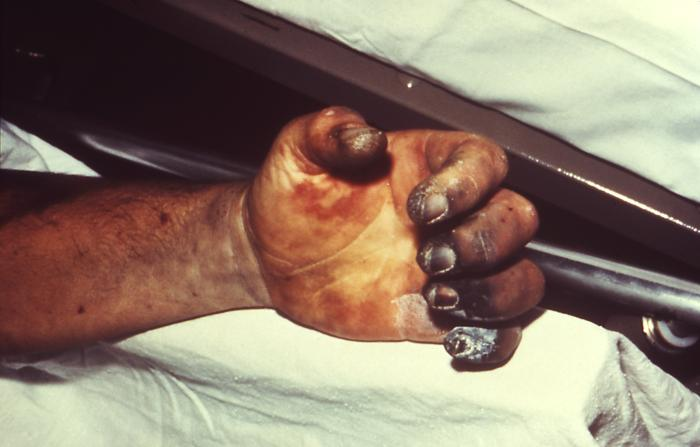
إحدى خصائص الطاعون التي يذكرها الفقهاء وهي قروح الأيدي واسودادها. (الصورة من ضحية للطاعون سنة 1975).

يُعرَّف فقهاء المسلمين الطاعون بأنه: «قُرُوحٌ تَخْرُجُ فِي الْجَسَدِ فَتَكُونُ فِي الْمَرَافِقِ أَوِ الْآبَاطِ أَوِ الْأَيْدِي أو الأصابع وَسَائِرِ الْبَدَنِ، وَيَكُونُ مَعَهُ وَرَمٌ وَأَلَمٌ شَدِيدٌ». ويُفرَّق الفقهاء بين الطاعون والوباء، قال القاضي عياض: «أَصْلُ الطَّاعُونِ الْقُرُوحُ الْخَارِجَةُ فِي الْجَسَدِ، وَالْوَبَاءُ عُمُومُ الْأَمْرَاضِ، فَسُمِّيَتْ طَاعُونًا لِشَبَهِهَا بِهَا فِي الْهَلَاكِ، وَإِلَّا فَكُلُّ طَاعُونٍ وَبَاءٌ وَلَيْسَ كُلُّ وَبَاءٍ طَاعُونًا.»، وكذلك ذكر ابن حجر العسقلاني، وقال النووي: «والطاعون مرض معروف، هو بثر وورم مؤلم جدًا، يخرج مع لهب، ويسود ما حواليه أو يخضر أو يحمر حمرة بنفسجية كدرة، ويحصل معه خفقان القلب والقيء، ويخرج في المراقّ والآباط، غالبًا، والأيدي والأصابع وسائر الجسد». لذلك يعتبر الفقهاء الطاعون أخص من الوباء، وله أحكام تخصه مختلفة عن أحكام الوباء في الفقه الإسلامي. فقد فرَّق العلماء بين الوباء والطاعون، فعدوا الطاعون وباءً وليس العكس، حيث إن الطواعين في الغالب غير معلومة المصدر بينما يكون مصدر الوباء بشكل عام معروفاً.
يرد في الأحاديث النبوية أن الأمة الإسلامية لا تفنى بأعدائها إنما تفنى بالطعن والطاعون، فروى أحمد بن حنبل في مسنده عن عَائِشَةَ قَالَتْ: قَالَ رَسُولُ اللهِ صَلَّى اللهُ عَلَيْهِ وَسَلَّمَ: «لَا تَفْنَى أُمَّتِي إِلَّا بِالطَّعْنِ وَالطَّاعُونِ، قُلْتُ: يَا رَسُولَ اللهِ، هَذَا الطَّعْنُ قَدْ عَرَفْنَاهُ، فَمَا الطَّاعُونُ؟ قَالَ: غُدَّةٌ كَغُدَّةِ الْبَعِيرِ»، وجاء في الحديث أن الطاعون رحمة للمؤمنين وعذاب للكافرين، فعن النبي محمد أنه قال: «أَتَانِي جِبْرِيلُ بِالْحُمَّى وَالطَّاعُونِ، فَأَمْسَكْتُ الْحُمَّى بِالْمَدِينَةِ، وَأَرْسَلْتُ الطَّاعُونَ إِلَى الشَّامِ، فَالطَّاعُونُ شَهَادَةٌ لِأُمَّتِي وَرَحْمَةٌ، وَرِجْسٌ عَلَى الْكَافِرِ.» وأن من مات من المؤمنين بالطاعون له مثل أجر الشهيد، فعن عائشة أن النبي قال: «أَنَّهُ كَانَ عَذَابًا يَبْعَثُهُ اللَّهُ عَلَى مَنْ يَشَاءُ، فَجَعَلَهُ اللَّهُ رَحْمَةً لِلْمُؤْمِنِينَ، فَلَيْسَ مِنْ عَبْدٍ يَقَعُ الطَّاعُونُ، فَيَمْكُثُ فِي بَلَدِهِ صَابِرًا يَعْلَمُ أَنَّهُ لَنْ يُصِيبَهُ إِلَّا مَا كَتَبَ اللَّهُ لَهُ إِلَّا كَانَ لَهُ مِثْلُ أَجْرِ الشَّهِيدِ.»
وقد استدل الفقهاء بطاعون عمواس وحادثة عدم دخول عمر إلى بلاد الشام، واستنبطوا منها الأحكام الفقهية، ومنها عدم الخروج من الأرض التي وقع بها الطاعون أو الدخول فيها، لما في ذلك من التعرض للبلاء. خاصةً الاستدلال بالحديث الذي ذكره عبد الرحمن بن عوف: «إذا سمعتم بهذا الوباء ببلد، فلا تقدموا عليه، وإذا وقع وأنتم فيه فلا تخرجوا فرارًا منه»، وبقول عمر لأبي عبيدة: «نفرُّ من قدر الله إلى قدر الله». يقول السيد سابق في كتابه فقه السنة مبينًا سبب النهي عن الخروج أو الدخول لبلد الطاعون: «حتى يمكن حصر المرض في دائرة محددة، ومنعا لانتشار الوباء وهو ما يعبر عنه بالحجر الصحي.».

## الهوامش
1. ↑  قُعَاصِ الْغَنَمِ: هُوَ دَاءٌ يَأْخُذُ الدَّوَابَّ فَيَسِيلُ مِنْ أُنُوفِهَا شَيْءٌ فَتَمُوتُ فَجْأَةً، قَالَ أَبُو عبيد وَمِنْهُ أُخِذَ الْإِقْعَاصُ وَهُوَ الْقَتْلُ مَكَانَهُ.
2. ↑  سَرْغ (المُدورة حالياً): قال ياقوت الحموي: أول الحجاز وآخر الشام، وفيها لقي عمر بن الخطاب أبا عبيدة وأصحابَه فأخبروه أن الوباء قد وقع بالشام فرجع إلى المدينة.
3. ↑  ذكر المدائني خلاف ذلك وقال أنه قُتل في معركة اليرموك.

### باللغة العربية
1. 1 2  البلاذري، أحمد بن يحيى بن جابر. فتوح البلدان، الجزء الأول - صفحة: 165، تحقيق صلاح الدين المنجد - القاهرة (1956-1957).
2. 1 2  ابن الأثير، علي بن أحمد بن أبي الكرم. الكامل في التاريخ، الجزء الثاني، صفحة: 558. دار بيروت ودار صادر - بيروت (1967)
3. 1 2  ابن الأثير، علي بن أحمد بن أبي الكرم. الكامل في التاريخ، الجزء السابع، صفحة: 79. دار بيروت ودار صادر - بيروت (1967)
4. ↑  ياقوت الحموي. "معجم البلدان، جـ 4". islamport.com. دار الفكر، بيروت. ص. 157. مؤرشف من الأصل في 2020-04-09. اطلع عليه بتاريخ 2020-04-09.
5. ↑  أبو العباس الفيومي. "كتاب المصباح المنير في غريب الشرح الكبير - ع م س، جـ 2". al-maktaba.org. المكتبة العلمية - بيروت. ص. 429. مؤرشف من الأصل في 2020-04-09. اطلع عليه بتاريخ 2020-04-09.
6. ↑  محب الدين أبي فيض السيد محمد مرتضى الحسيني الواسطي، تحقيق: علي شيري (1994). "تاج العروس من جواهر القاموس، جـ 8". shiaonlinelibrary.com. دار الفكر. ص. 387. مؤرشف من الأصل في 2020-04-09. اطلع عليه بتاريخ 2020-04-09.
7. 1 2  الأزدي، أبو مُخنَّف لوط بن يحيى (1970). فُتوح الشَّام. القاهرة - مصر: مُؤسَّسة سجل العرب. ص. 234 - 237.
8. ↑  عبد المجيد إسبيتان (2016). عمواس: مدينة النصر. مكتبة ملاك. ص. 11، 12. ISBN:9796500226132. مؤرشف من الأصل في 2020-04-09.
9. ↑  "من أشراط الساعة .. طاعون عمواس - موقع مقالات إسلام ويب". www.islamweb.net. مؤرشف من الأصل في 2020-04-09. اطلع عليه بتاريخ 2020-04-08.
10. ↑  "معنى حديث اعْدُدْ سِتًّا بَيْنَ يَدَيْ السَّاعَة.. - إسلام ويب - مركز الفتوى". www.islamweb.net. مؤرشف من الأصل في 2020-04-09. اطلع عليه بتاريخ 2020-04-08.
11. ↑  "شرح حديث: اعدد ستا بين يدي الساعة". www.alukah.net. 23 مايو 2015. مؤرشف من الأصل في 2020-04-09. اطلع عليه بتاريخ 2020-04-08.
12. ↑  ابن باز. "شرح حديث: "اعدد ستًا بين يدي الساعة"". binbaz.org.sa. مؤرشف من الأصل في 2020-04-09. اطلع عليه بتاريخ 2020-04-08.
13. ↑  "صحيح البخاري، كتاب الجزية، باب ما يحذر من الغدر، حديث رقم 3031". جامع السنة وشروحها. مؤرشف من الأصل في 2020-04-09. اطلع عليه بتاريخ 2020-04-09.
14. ↑  الملا علي القاري؛ تحقيق: جمال عيتاني (2015). مرقاة المفاتيح شرح مشكاة المصابيح للإمام محمد التبريزي جـ 10. دار الكتب العلمية. ص. 51، 52. مؤرشف من الأصل في 2020-04-09.
15. ↑  ابن حجر العسقلاني. فتح الباري بشرح صحيح البخاري، جـ 6. كتب جوجل. ص. 278. مؤرشف من الأصل في 2020-04-09.
16. 1 2  محمد عبد الرؤوف المناوي. "فيض القدير شرح الجامع الصغير من أحاديث البشير، جـ 4". shiaonlinelibrary.com. دار الكتب العلمية. ص. 125. مؤرشف من الأصل في 2020-04-09. اطلع عليه بتاريخ 2020-04-08.
17. ↑  الواقدي، الإمام أبو عبد الله مُحمَّد بن عُمر بن واقد السهميّ الأسلمي بالولاء المدنيّ؛ تحقيق: مارسدن جونس (1409هـ - 1989م). كتابُ المغازي، الجُزء الأوَّل (ط. الثالثة). بيروت - لُبنان: دار الأعلمي. ص. 231. {{استشهاد بكتاب}}: تحقق من التاريخ في: |سنة= (مساعدة)
18. ↑  طقّوش، مُحمَّد سُهيل (1424هــ - 2002م). تاريخ الخُلفاء الرَّاشدين: الفُتوحات والإنجازات السياسيَّة (ط. الأولى). بيروت - لُبنان: دار النفائس. ص. 279. ISBN:9953181012. {{استشهاد بكتاب}}: تحقق من التاريخ في: |سنة= (مساعدة)
19. ↑  الأزدي، أبو مُخنَّف لوط بن يحيى (1970). فُتوح الشَّام. القاهرة - مصر: مُؤسَّسة سجل العرب. ص. 146 - 147.
20. ↑  أبو بكر القرطبي؛ زياد حمدان (2003). التذكرة في أحوال الموتى وأمور الآخرة (ط. الأولى). دار الارقم بن ابي الارقم - بيروت / لبنان. ص. 434. ISBN:978-9953-442-16-7. مؤرشف من الأصل في 2020-04-09.
21. 1 2 3 4 5 6 7 8 9 10  ابن كثير الدمشقي؛ تحقيق: علي محمد معوض، وعادل أحمد عبد الموجود. البداية والنهاية جـ 4. دار الكتب العلمية. ص. 76: 78. مؤرشف من الأصل في 2020-04-09.
22. 1 2 3  أحمد العدوي (1 يناير 2018). "الطاعون في العصر الأموي: صفحات مجهولة من تاريخ الخلافة الأموية، فصل: إحصاء الطواعين الواقعة في صدر الإسلام بين الأخباريين والمؤرخين". المركز العربي للأبحاث ودراسة السياسات. مؤرشف من الأصل في 2020-05-01. اطلع عليه بتاريخ 2020-05-01 – عبر Google Books.
23. ↑  صحيح البخاري، كتاب الطب، باب ما يذكر في الطاعون نسخة محفوظة 2020-04-09 على موقع واي باك مشين.
24. ↑  البداية والنهاية، ابن كثير، دار عالم الكتب، 1424هـ - 2003م، ج10 ص42 نسخة محفوظة 11 سبتمبر 2016 على موقع واي باك مشين.
25. ↑  الكامل في التاريخ، ابن الأثير، دار الكتاب العربي، 1417هـ - 1997م، ج2 ص377 نسخة محفوظة 19 أغسطس 2016 على موقع واي باك مشين.
26. ↑  تاريخ الطبري، الموسوعة الشاملة، ج2 ص488 نسخة محفوظة 22 أغسطس 2016 على موقع واي باك مشين.
27. ↑  أبو عبيدة عامر بن الجراح، محمد حسن شراب، ص225-226
28. ↑  دخول عمر بن الخطاب القدس واستكمال فتح الشام - موقع قصة الإسلام نسخة محفوظة 14 ديسمبر 2016 على موقع واي باك مشين.
29. ↑  أبو عبيدة بن الجراح رضي الله عنه - شبكة الألوكة نسخة محفوظة 27 أغسطس 2017 على موقع واي باك مشين.
30. ↑  موسوعة الحديث الشريف على شبكة إسلام ويب، مُوسَى بن أبي علقمة الفروي المدني نسخة محفوظة 29 أغسطس 2016 على موقع واي باك مشين.
31. ↑  سير أعلام النبلاء، الذهبي، ج1 ص22 نسخة محفوظة 26 أغسطس 2017 على موقع واي باك مشين.
32. ↑  مجمع الزوائد ومنبع الفوائد، علي بن أبي بكر الهيثمي، كتاب الجنائز، 3860 نسخة محفوظة 23 أكتوبر 2013 على موقع واي باك مشين.
33. 1 2  تاريخ الطبري، دار الكتب العلمية، الطبعة الأولى، ج2 ص488 نسخة محفوظة 04 أغسطس 2017 على موقع واي باك مشين.
34. ↑  فتح الباري، ابن حجر العسقلاني، ج10 ص199 نسخة محفوظة 10 سبتمبر 2016 على موقع واي باك مشين.
35. 1 2  تفسير الألوسي، شهاب الدين السيد محمود الألوسي، دار إحياء التراث العربي، ج28 ص97 نسخة محفوظة 29 أغسطس 2016 على موقع واي باك مشين.
36. 1 2 3  أبو جعفر محمد بن جرير الطبري. تاريخ الطبري - تاريخ الرسل والملوك - الجزء الرابع. كتب جوجل. ص. 63. مؤرشف من الأصل في 2020-04-09.
37. ↑  فصل الخطاب في سيرة ابن الخطاب أمير المؤمنين عمر بن الخطاب شخصيته وعصره، د.علي محمد الصلابي، طبعة مكتبة الصحابة - الشارقة، 2002م، الفصل الخامس: فقه عمر في التعامل مع الولاة، صـ 370
38. ↑  الولاية في عهد الخلفاء الراشدين، د. عبد العزيز بن إبراهيم العمري، طبعة دار إشبيلية، الطبعة الأولى، صـ 138
39. ↑  ترجمة الصحابي شرحبيل بن حسنة رضي الله عنه، شبكة الألوكة، تاريخ الولوج 19 يوليو 2016 نسخة محفوظة 27 مايو 2017 على موقع واي باك مشين.
40. ↑  ابن كثير الدمشقي (2003). "البداية والنهاية، ثم دخلت سنة ثماني عشرة، طاعون عمواس وعام الرمادة، جـ 10". islamweb.net. دار عالم الكتب. ص. 76. مؤرشف من الأصل في 2020-04-09. اطلع عليه بتاريخ 2020-04-09.
41. ↑  أبي النجا سالم بن محمد المصري السنهوري؛ تحقيق: عبد المحسن العتال. تيسير الملك الجليل لجمع الشروح وحواشي خليل في الفقه المالكي جـ 5. دار الكتب العلمية. ص. 26. مؤرشف من الأصل في 2020-04-09.
42. ↑  ابن كثير الدمشقي (2003). "البداية والنهاية، ثم دخلت سنة ثماني عشرة، ذكر طائفة من أعيان من توفي في طاعون عمواس، جزء 10". islamweb.net. دار الفكر. ص. 77: 84. مؤرشف من الأصل في 2020-04-09. اطلع عليه بتاريخ 2020-04-09.
43. 1 2  أبو بكر بن العربي، تحقيق: حامد عبد الله المحلاوي (1 يناير 2013). "المسالك في شرح موطأ الإمام مالك ج7". دار الكتب العلمية. ص. 154. مؤرشف من الأصل في 2020-05-01. اطلع عليه بتاريخ 2020-05-01 – عبر Google Books.
44. ↑  محمد بن رسول الحسيني البرزنجي، تحقيق:محمود عمر الدمياطي (1 يناير 2015). "الإشاعة لأشراط الساعة". دار الكتب العلمية. ص. 56. مؤرشف من الأصل في 2020-05-03. اطلع عليه بتاريخ 2020-05-02 – عبر Google Books.
45. 1 2  "الأوبئة (بين الوباء والطاعون) - إبراهيم بن محمد الحقيل". ar.islamway.net. مؤرشف من الأصل في 2020-04-09. اطلع عليه بتاريخ 2020-04-09.
46. 1 2  ابن حجر العسقلاني (1986). "فتح الباري شرح صحيح البخاري، كتاب الطب، باب ما يذكر في الطاعون، جـ 10". islamweb.net. دار الريان. ص. 190: 194. مؤرشف من الأصل في 2020-04-09. اطلع عليه بتاريخ 2020-04-09.
47. ↑  "هل مرض كورونا من الطاعون ؟ - الإسلام سؤال وجواب". islamqa.info. مؤرشف من الأصل في 2020-04-09. اطلع عليه بتاريخ 2020-04-09.
48. ↑  "الرؤية الشرعية في الخروج من بلد تفشى فيه الوباء - إسلام ويب - مركز الفتوى". www.islamweb.net. مؤرشف من الأصل في 2020-04-09. اطلع عليه بتاريخ 2020-04-09.
49. ↑  "كيف تعامل المسلمون مع الأوبئة وآثارها في مراحل تاريخهم؟". IslamOnline إسلام أون لاين. 19 مارس 2020. مؤرشف من الأصل في 2020-04-10. اطلع عليه بتاريخ 2020-05-01.
50. ↑  "الموقع الرسمي للشيخ محمد صالح المنجد - أنواع الشهداء". almunajjid.com. مؤرشف من الأصل في 2020-04-09. اطلع عليه بتاريخ 2020-04-09.
51. ↑  "إسلام ويب - سنن أبي داود - كتاب الجنائز - باب في فضل من مات في الطاعون- الجزء رقم2". islamweb.net. مؤرشف من الأصل في 2020-04-09. اطلع عليه بتاريخ 2020-04-09.
52. ↑  "إسلام ويب - صحيح البخاري - كتاب الطب - باب أجر الصابر في الطاعون- الجزء رقم3". islamweb.net. مؤرشف من الأصل في 2020-04-09. اطلع عليه بتاريخ 2020-04-09.
53. ↑  الشيخ سيد سابق. "فقه السنة، جـ 1". shiaonlinelibrary.com. دار الكتاب العربي بيروت - لبنان. ص. 497. مؤرشف من الأصل في 2020-04-09. اطلع عليه بتاريخ 2020-04-09.

### بِلُغاتٍ أجنبيَّة
1. ↑  Sherris Medical Microbiology (ط. 4th). McGraw Hill. 2004. ص. 484–488. ISBN:978-0-8385-8529-0. مؤرشف من الأصل في 2021-02-25.
2. 1 2  "Plague". World Health Organization. أكتوبر 2017. مؤرشف من الأصل في 2018-04-23. اطلع عليه بتاريخ 2017-11-08.
3. ↑  Conrad، Lawrence I. (1998). "ʿUmar at Sargh: The Evolution of an Umayyad Tradition on Flight from the Plague". في Leder، Stefan (المحرر). Story-Telling in the Framework of Non-Fictional Arabic Literature. Wiesbaden: Harrassowitz Verlag. ص. 488–528. ISBN:3-447-04034-3. مؤرشف من الأصل في 2020-05-17.
4. ↑  Dols، M. W. (يوليو–سبتمبر 1974). "Plague in Early Islamic History". Journal of the American Oriental Society. ج. 94 ع. 3: 371–383. DOI:10.2307/600071. JSTOR:600071.
5. ↑  "Symptoms Plague". CDC (بالإنجليزية الأمريكية). Sep 2015. Archived from the original on 2020-04-24. Retrieved 2017-11-08.
6. ↑  Dols, Michael W. "Plague in Early Islamic History". Journal of the American Oriental Society, Vol. 94, No. 3 (July–September 1974), pp. 371–383
7. ↑  Floor، Willem (2018). Studies in the History of Medicine in Iran. Mazda Publishers. ص. 3. ISBN:978-1933823942. The Justinian plague (bubonic plague) also attacked the Sasanian lands.
8. ↑  Rosen، William (2007). Justinian's Flea: Plague, Empire, and the Birth of Europe. Viking Adult. ص. 3. ISBN:978-0-670-03855-8. مؤرشف من الأصل في 2019-09-10.
9. ↑  "The Plague of Justinian". History Magazine. ج. 11 ع. 1: 9–12. 2009.
10. ↑  Christakos، George؛ Olea، Ricardo A.؛ Serre، Marc L.؛ Yu، Hwa-Lung؛ Wang، Lin-Lin (2005). Interdisciplinary Public Health Reasoning and Epidemic Modelling: The Case of Black Death. Springer. ص. 110–114. ISBN:3-540-25794-2.
11. ↑  "Modern lab reaches across the ages to resolve plague DNA debate". phys.org. 20 مايو 2013. مؤرشف من الأصل في 2019-07-27.
12. ↑  Maria Cheng (28 يناير 2014). "Plague DNA found in ancient teeth shows medieval Black Death, 1,500-year pandemic caused by same disease". National Post. مؤرشف من الأصل في 2015-03-23.
13. ↑  Eroshenko، Galina A.؛ وآخرون (26 أكتوبر 2017). "Yersinia pestis strains of ancient phylogenetic branch 0.ANT are widely spread in the high-mountain plague foci of Kyrgyzstan". PLOS ONE. ج. 12 ع. 10: e0187230. Bibcode:2017PLoSO..1287230E. DOI:10.1371/journal.pone.0187230. PMC:5658180. PMID:29073248.{{استشهاد بدورية محكمة}}:  صيانة الاستشهاد: دوي مجاني غير معلم (link)
14. ↑  Damgaard، Peter de B.؛ وآخرون (9 مايو 2018). "137 ancient human genomes from across the Eurasian steppes". Nature. ج. 557 ع. 7705: 369–374. Bibcode:2018Natur.557..369D. DOI:10.1038/s41586-018-0094-2. PMID:29743675.
15. ↑  
The Sixth-Century Plague نسخة محفوظة 20 فبراير 2017 على موقع واي باك مشين.

## وصلات خارجية
- ما هو طاعون عمواس؟، موقع قصة الإسلام.
- كيف تعامل المسلمون مع الأوبئة وآثارها في مراحل تاريخهم، إسلام أون لاين.
- كيف أدار عمر بن الخطاب أزمة طاعون عِمواس.